# Meineweh
Meineweh (vom 1. Januar 2010 bis 31. Juli 2011: Anhalt Süd) ist eine Gemeinde im Burgenlandkreis (Sachsen-Anhalt).

## Ortsteile
| Ortschaft | Einwohner | Ortsteile                                     |  |
| --------- | --------- | --------------------------------------------- |  |
| Meineweh  | 627       | Meineweh, Priesen, Quesnitz und Thierbach     |  |
| Pretzsch  | 173       | Pretzsch                                      |  |
| Unterkaka | 290       | Oberkaka, Schleinitz, Unterkaka und Zellschen |  |

Die Einwohnerzahlen beziehen sich auf den 31. Dezember 2008.
Südlich von Schleinitz befand sich das frühestens seit der zweiten Hälfte des 14. Jahrhunderts devastierte Dorf Neuselitz bzw. Muselitz.

## Geschichte
Die Gemeinde wurde am 1. Januar 2010 aus dem freiwilligen Zusammenschluss der Gemeinden Meineweh, Pretzsch und Unterkaka gebildet.
Der Zusammenschluss erfolgte vor dem Hintergrund der Gemeindegebietsreform in Sachsen-Anhalt und der im Begleitgesetz festgeschriebenen Mindestanzahl von 1000 Einwohnern in Gemeinden, die einer Verbandsgemeinde angehören.
Die Gemeinde Meineweh gehört der Verbandsgemeinde Wethautal an.
Nachdem sich die Bürger mit dem Namen Anhalt Süd der neugebildeten Gemeinde, die keinen Bezug zum historischen Land Anhalt aufweist, wiederholt unzufrieden zeigten, wurde sie zum 1. August 2011 in Meineweh umbenannt.

## Politik

### Wappen
Das Wappen wurde am 30. März 2012 durch den Landkreis genehmigt. Gestaltet wurde es vom Magdeburger Kommunalheraldiker Jörg Mantzsch.
Blasonierung: „In Silber eine rote Rose, im Dreipass besteckt mit drei grünen Ginkoblättern und begleitet von zwei grünen Ähren.“
Die Farben der Gemeinde Meineweh sind Grün - Weiß.
Die Ortsteile Meineweh wie auch Unterkaka besitzen rechtmäßige Wappen, die zwar ihren Status als Hoheitszeichen verloren haben, von den Orten aber weiterhin als Symbole kommunaler Identität und Selbstdarstellung geführt werden. Es war Wunsch der neuen Gemeinde Meineweh, die Wappensymbolik der wappenführenden Orte unter Hinzuziehung des Bezugs zu Pretzsch zu verbinden. Weiterhin sollte die Fusion der drei Orte eine Darstellung im Wappen finden. Die heraldische Umsetzung erfolgte, indem aus dem Wappen von Meineweh das Ginkgoblatt gewählt und im Dreipass stellvertretend für die drei Ortsteile gestellt wurde. Mittelpunkt bildet die erblühende Rose mit Bezug zum Wappen von Unterkaka, wobei die Rose jetzt als (nicht natürliche) heraldische Rose dargestellt wurde. Die beiden Ähren, welche keine konkrete Getreideart darstellen, lehnen sich an das Bauerndorf Pretzsch mit seiner Landwirtschaft an.

### Flagge
Die Flagge der Gemeinde Meineweh ist grün - weiß (1:1) gestreift (Querform: Streifen waagerecht verlaufend, Längsform: Streifen senkrecht verlaufend) und mittig mit dem Gemeindewappen belegt.